# John Steele
John Marvin Steele (Metropolis (Illinois), 29 november 1912 – Fayetteville (North Carolina), 14 mei 1969) was een Amerikaanse paratrooper van de 82nd Airborne Division die de nacht voor de Amerikaanse invasie in Normandië met zijn parachute bleef hangen aan de kerktoren in Sainte-Mère-Église.
De nacht voor D-Day (Operatie Overlord) op 6 juni 1944 werden de paratroepers in golven boven het westelijke deel van het gebied gedropt. De Duitsers waren echter al gealarmeerd toen rond één uur 's nachts de paratroepers van het 1e en 2e bataljon foutief recht boven het dorp werden gedropt. Ze waren daarbij een makkelijk doelwit (het was volle maan) voor de Duitsers en soldaat John Steele behoorde dan ook tot de weinige parachutisten die het overleefden. Hij hing meer dan twee uur bewegingloos in de kerktoren en deed alsof hij dood was. Hij werd toch gevangengenomen, maar wist later aan de Duitsers te ontsnappen. Hij voegde zich weer bij zijn divisie toen Amerikaanse troepen van het 3e bataljon, de 505th Parachute Infantry Regiment het dorp bestormden, dertig Duitsers gevangennamen en elf Duitsers doodden.
Naast op D-Day was Steele als militair betrokken bij de bevrijding van Napels, operatie Market Garden bij Nijmegen, en bij de eerste ontmoeting tussen de westerse en Russische geallieerde legers bij Torgau.
Vanwege zijn acties en verwondingen werd hem de Bronze Star voor moed en de Purple Heart voor zijn verwondingen toegewezen. John Steele overleefde de oorlog en is nadien meerdere malen teruggegaan naar Sainte-Mère-Église waar hij tot ereburger werd benoemd. Hij overleed aan keelkanker op 14 mei 1969.

## Galerij

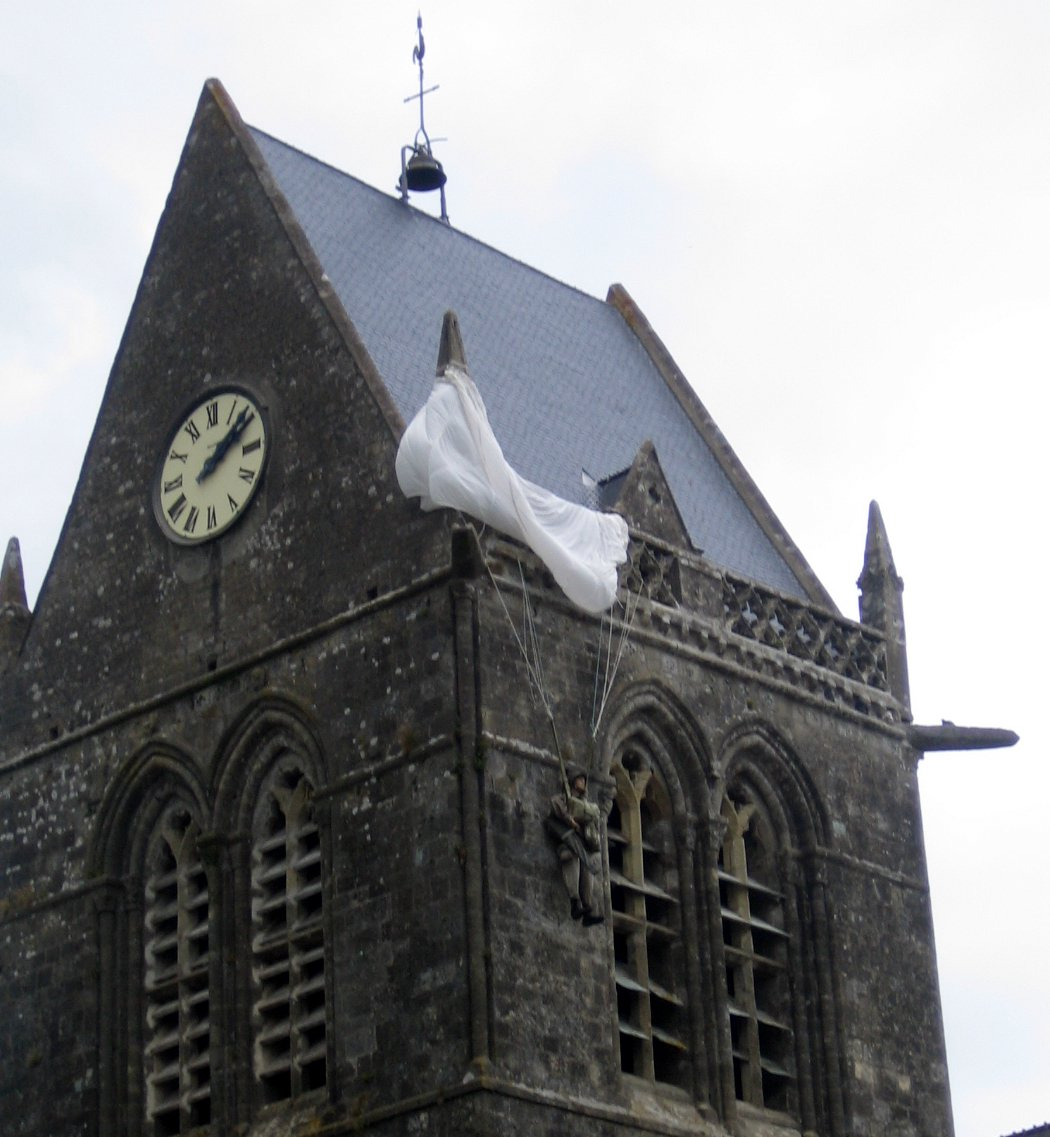
Monument ter herdenking aan John Steele